# Munkácsy Mihály utca
Munkácsy Mihály utca est une rue de Budapest, située dans le quartier de Terézváros (6e arrondissement).